# Roubený kostel v Urnesu
Roubený kostel v Urnesu (norsky: Urnes stavkirke) je dřevěný sloupový kostel typu stavkirke v kraji Vestland v Norsku. Kostel byl postaven na levém břehu Lusterfjordu, který je jednou z větví Sognefjordu již v první polovině 12. století, což z něj dělá jeden z nejstarších kostelů tohoto druhu na světě. V roce 1979 byl dřevěný kostel v Urnesu zapsán na seznam světového dědictví UNESCO.

## Galerie

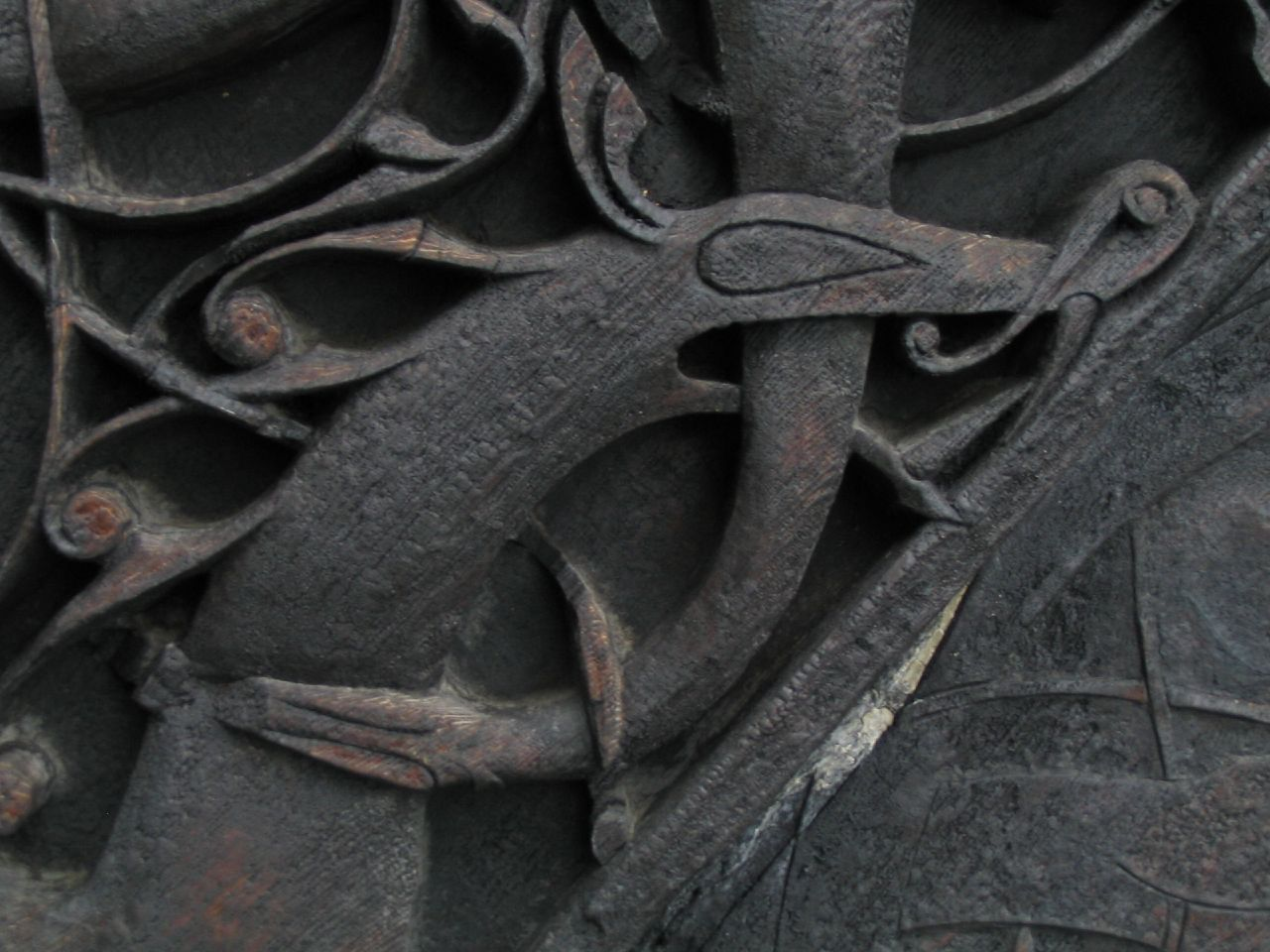
Detail dřevořezby ze severního portálu, který pochází již z 11. století
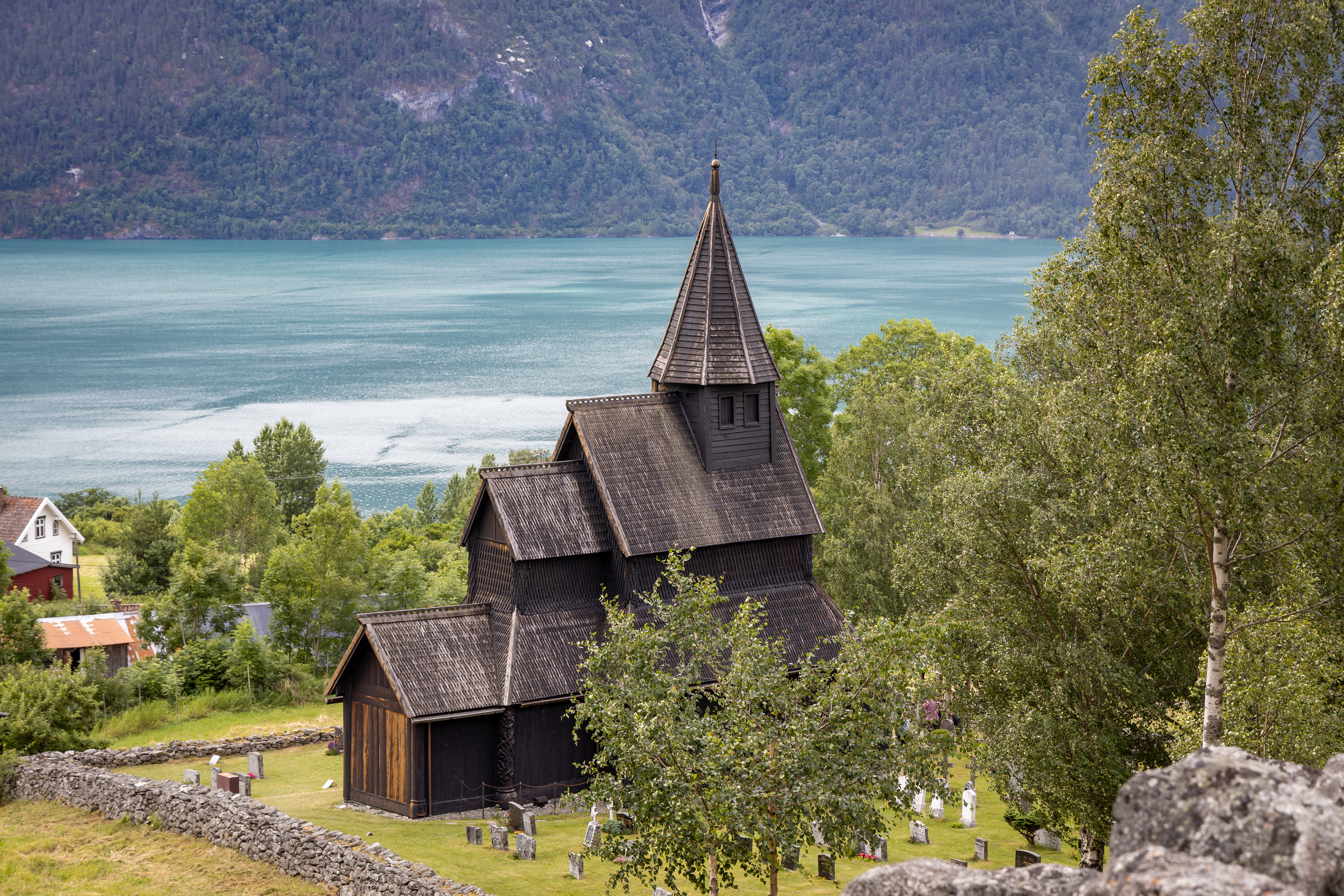
Pohled na pobřeží Lusterfjordu
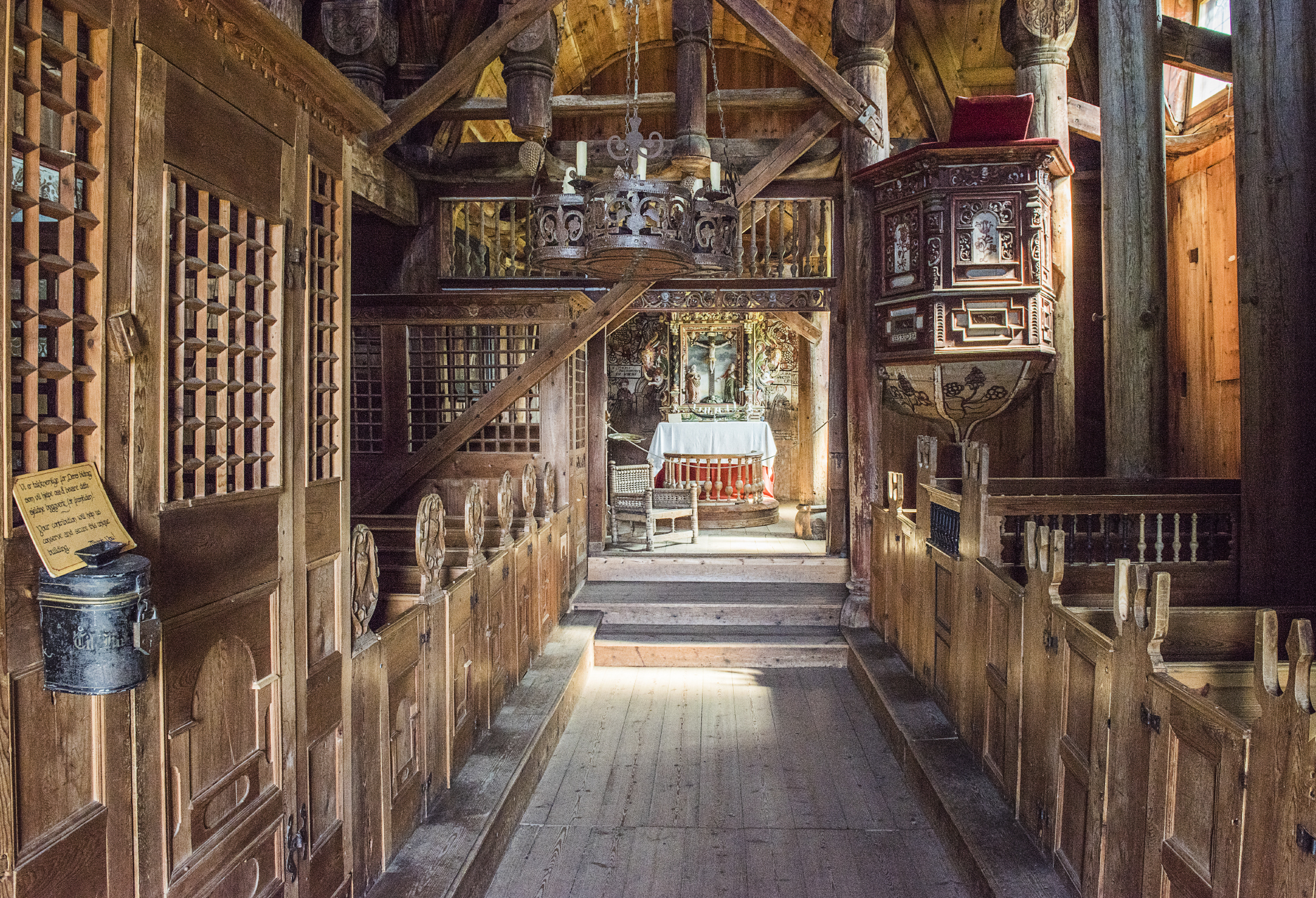
Interiér kostela
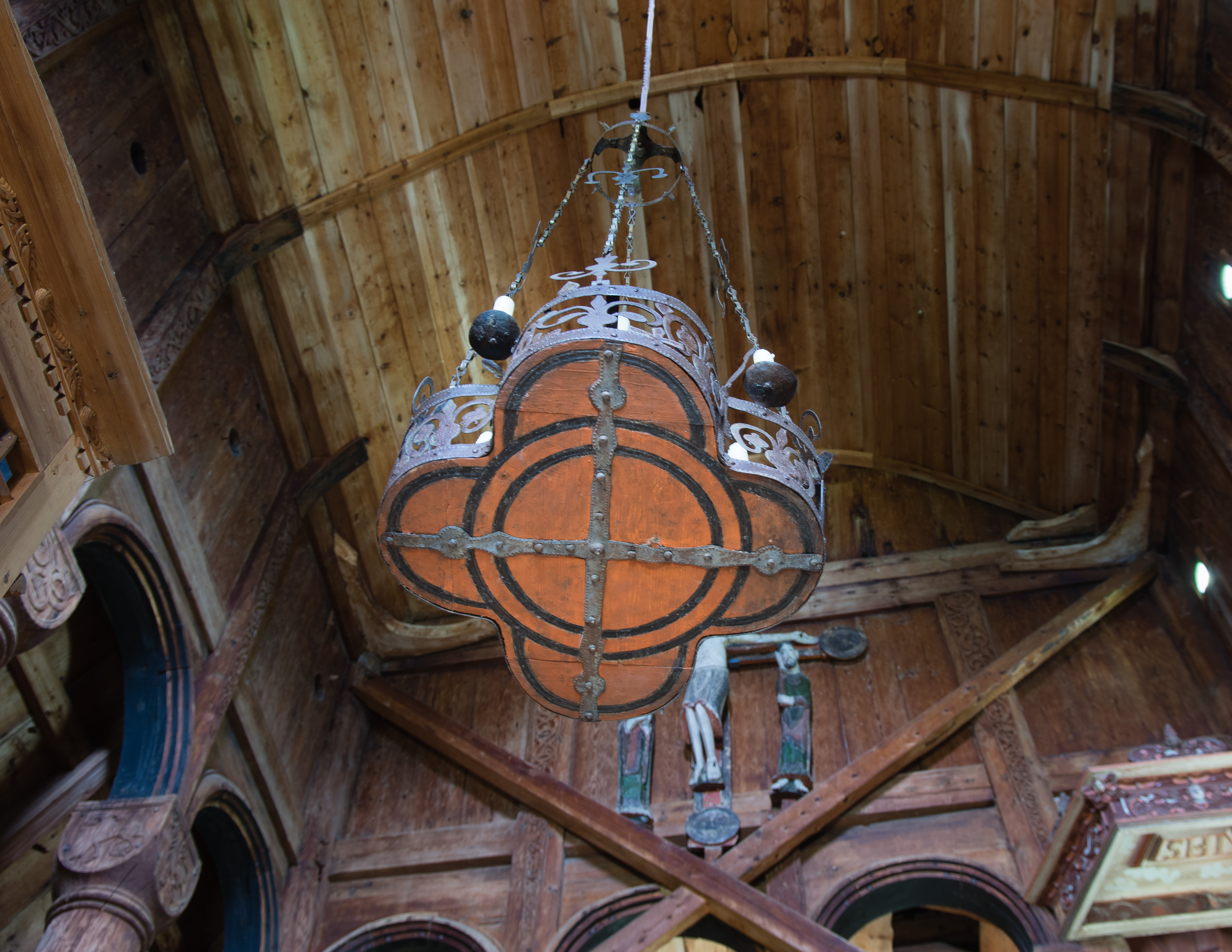
Středověký lustr
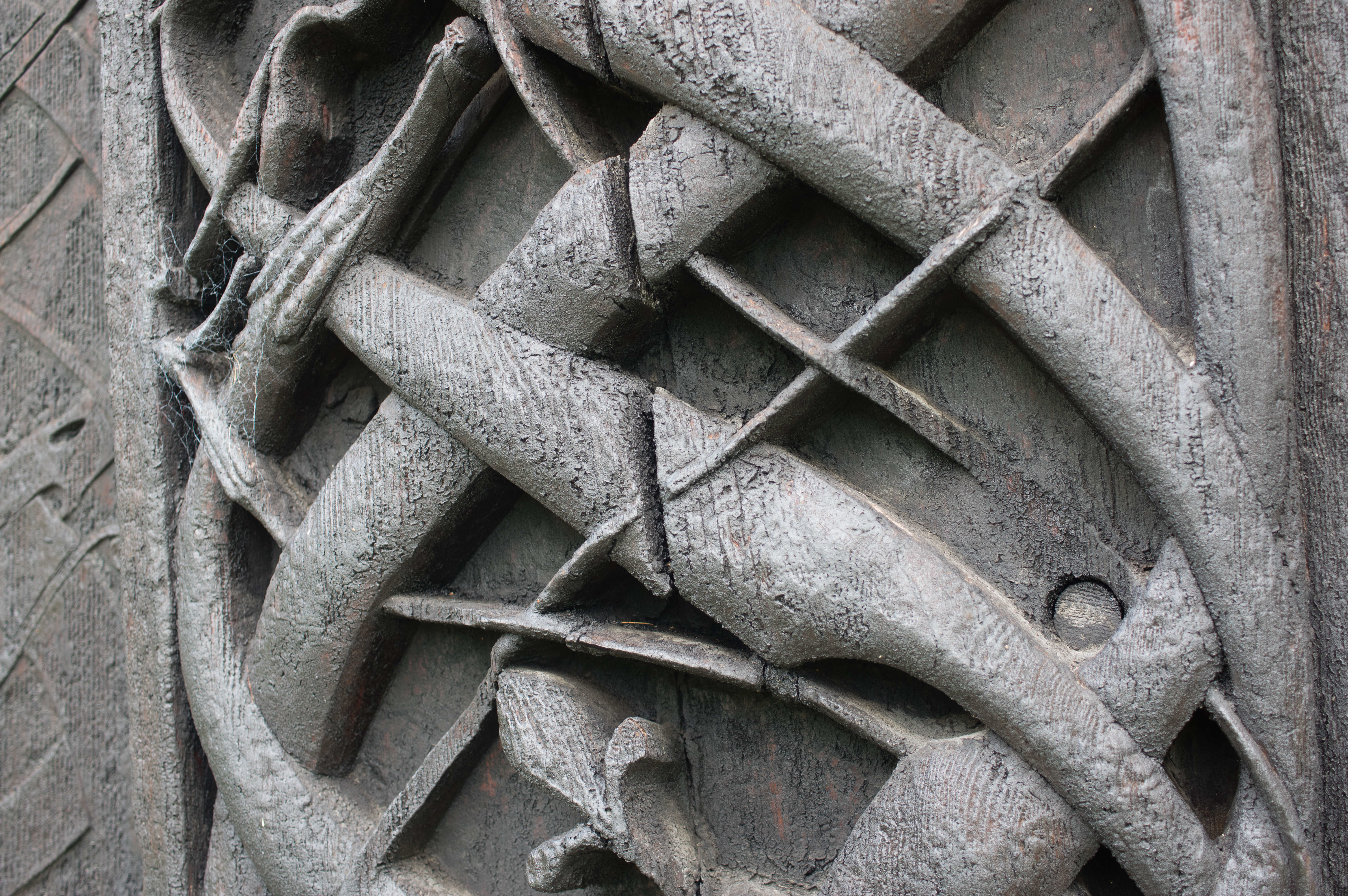
Dřevořezba na severní stěně kostela